# Новый всемирный саммит
"Новый всемирный саммит" — художественно-политический проект, созданный голландским визуальным художником Йонасом Стаалом в 2012 году. В его рамках создаются и проводятся международные парламентские заседания представителей тех организаций, которые были признаны террористическими и исключены из мирового политического контекста. С точки зрения автора, «Новый всемирный саммит» создан для демонстрации разнообразия политической и идеологической борьбы, которые часто остаются незамеченными из-за монополии в политической, экономической и медийной сферах. 

## История создания и цели проекта
Создание "Нового всемирного саммита" было анонсировано в мае 2012 года в брошюре «Искусство защиты демократии». Ее целью было провозглашено проведение конгрессов для негосударственных политических организаций, признанных террористическими и нарушающими рамки демократии. Выдвинув подобное обвинение, официальные власти в большинстве случаев блокируют счёт организации и запрещают ее деятельность на территории страны, тем самым отправляя ее на периферию общества. Предоставив незаконным группировкам возможность высказываться открыто, Йонас Стаал заявил мировой общественности, что «война с терроризмом» была задумана для оправдания государственного террора. Он отметил, что саммит будет существовать ради предоставления права высказаться тем, кто был исключен или подавлен официальной властью. Также Стаал провел четкую грань между терминами "экстремизм" и "терроризм" , который в последнее время используется властью и силовыми службами для усиления контроля за обществом и "легитимизации государственного террора".

## Развитие проекта

### Первое заседание "Нового всемирного саммита"
Первое заседание «Нового мирового саммита» состоялось 4 и 5 мая 2012 года на независимой арт-площадке Sophiensæle в Берлине. На нем присутствовали представители четырех политических и трёх юридических организаций, которые на государственном уровне были официально помещены в чёрный список: Национального Демократического фронта Филиппин, Курдского Движения Женщин, Баскского Движения Независимости и Национального Освободительного движения Азавад. В ходе первого дня саммита, названного "Размышления о закрытом обществе", участники делились историями создания и политическими целями своих организаций, а также причинами, по которым они были признаны "террористическими" . На второй день саммита под названием "Предложения для открытого общества" участники получили возможность высказать свои предложения по изменению существующих политических систем в их государствах. Первая половина для была отведена обсуждению юридических оснований признания организаций террористическими и конкретных предложений по реформированию правовой системы. Вечером состоялись дебаты по политическим вопросам: легитимность самопровозглашенных государств, легитимность военного воспрепятствования процессу отделения и конкретные предложения по проведению демократических реформ.

### Второе заседание "Нового всемирного саммита"
Второй саммит, который состоялась 29 декабря 2012 в De Waag в Лейдене, Нидерланды, был посвящен политическим, экономическим и юридическим факторам, влияющим на включение тех или иных организаций в запрещенный список. На нем выступил профессор Хосе Мария Сисон, сооснователь Коммунистической партии Филиппин (КПФ) и ее вооруженного крыла, Новой Народной армии (ННА). Ранее обе организации также были признаны террористическими за их продолжительную вооруженную борьбу с официальной государственной властью, которую они характеризуют как "полуфеодальный и полуколониальный строй, возглавляемый капиталистами и подконтрольный США" . Профессор Сисон, находящийся в политической миграции в Нидерландах, провел дебаты с несколькими общественными деятелями, адвокатами, прокурорами и судьями. Их дискуссия касалась политических целей КПФ и ННА, концепции "Терроризм как инструмент исключения оппозиции из политической жизни страны" и возможностей исследования такого понятия, как неограниченная демократия.

### Третье заседание "Нового всемирного саммита"
Третий «Новый всемирный саммит» должен был состояться в Кочи с 14 декабря 2012 по 9 января 2013 года в контексте ежегодной международной выставки современного искусства Биеннале Кочи-Музирис. Для этого случая на территории бывшего Британского колониального комплекса был построена специальная открытая трибуна и развешены флаги участвующих сторон, однако, некоторое время спустя, по требованию сил индийской разведки, некоторые флаги особо радикальных организаций были закрашены, а художник обвинен в спонсировании со стороны террористических групп.

### Четвертое заседание "Нового всемирного саммита"
Четвертый саммит, названный "Государства без правительства", прошёл с 19 по 21 сентября 2014 года в Королевском Фламандском Театре в Брюсселе, соединив на одной площадке 20 представителей непризнанных государств, таких, как Курдистан, Сомалиленд, Западное Папуа и Азавад . Вопрос интересов государств без правительства и соблюдение права нации на самоопределение были определены главной темой саммита. В течение трех дней представители негосударственных организаций  обсуждали роль, значение и возможные препятствия для реализации концепций репрессивного, прогрессивного, глобального, самопровозглашенного и интернационального государств.

### Пятое заседание "Нового всемирного саммита"
В октябре 2015 Йонас Стаал неоднократно заявлял в различных интервью о том, что пятый саммит пройдёт в Сирийском Курдистане (Рожава). Планы были воплощены в жизнь, и с 16 по 17 октября 2015 участники очередного "Нового всемирного саммита" встретились в Рожаве. В конце двухдневного саммита участники посетили место строительства нового здания парламента Сирийского Курдистана, где министр иностранных дел Амина Оссе вместе с Йонасом Стаалом объявили данный объект символом курдской революции и дружбы всех людей, оставшихся без признания со стороны государственной власти.

## Место проекта в современной популярной культуре
В настоящий момент проект «Новый всемирный саммит» соединяет десять представителей сфер культуры, архитектуры, философии, политики и дипломатии. Работа проводится по трем ключевым направлениям: непосредственное проведение саммитов, развитие "Новой всемирной академии" - школы, основанной при поддержке утрехтской организации BAK, Basis voor actuele kunst, и создание выставок, которые являются логическим продолжением распространения идей, выработанных в ходе саммитов.

Мы можем сказать, что тело движется внутри пространства, но я бы скорее сказал, что тело также и исполняет, разыгрывает это пространство. Социальная скульптура — это практика, которая делает возможным коллективное исполнение. Часто говорят, что когда политик врет, он «просто разыгрывает спектакль». Я бы сказал, что проблема политики не в том, что она слишком театральна, но скорее в том, что она недостаточно театральна, или же она — реакционный театр, который не может поставить под вопрос свои собственные условия существования. Театр как искусство не является симулякром. Мы создаем мир через репрезентацию. Через искусство мы представляем мир и поэтому мы можем влиять на него. — Йонас Стаал в интервью изданию Theory&Practice
В 2012 году "Новый всемирный саммит" был представлен в Москве в рамках специальной выставки "Чрезвычайные и полномочные", ставшей частью  Пятой московской биеннале современного искусства. Одновременно с этим, проект выставлялся на Седьмой берлинской биеннале, а год спустя, в 2013, был показа индийской публике.

## Критика проекта
Чаще всего «Новый всемирный саммит» сталкивается с критикой по нескольким причинам: одни обвиняют Стаала и его проект в использовании искусства для освещения политики, другие - в использовании политики для привлечения вниманию к искусству.  Сам художник не противопоставляет данные понятия и считает их разделение "насильственным". Для него обе сферы деятельности неоднозначны и направлены на выявление и решение проблем общества, вот почему "Новый всемирный саммит" позиционирует себя одновременно как проект художественный и политический.
"Новый всемирный саммит" часто сталкивался с непониманием властей государств, где проходят встречи. Так, в ходе третьего саммита в индийском городе Кочи местные службы безопасности закрасила черным цветом часть флагов экспозиции, поскольку те принадлежали организациям, запрещенным на территории страны. Ранее полиция уже предлагала принять соответствующие меры против саммита «организаций сопротивления» в Кочи, не исключая возможности уголовного преследования голландского художника.

Когда мы только начинали, наибольшие трудности вызывал вопрос финансирования. Как найти спонсоров, когда проект объединяет организации, запрещенные там, где он будет реализовываться? В случае с 7 Берлинской биеннале нашим главным спонсором должен был стать Национальный культурный фонд Германии. Однако, когда они поняли, что, поддерживая данную выставку, будут спонсировать продвижение организаций, находящихся в прямом конфликте с их правительством, контракт был разорван. — Йонас Стаал в интервью со Стефани Байли для издания Ibraaz
Главным элементом критики по отношению к проекту остается нелегальная деятельность организаций, которым "Новый всемирный саммит" и посвящен. Такое отношение со стороны государственных организаций объяснимо: в случае согласия на спонсорскую деятельность, они будут действовать в ущерб с личными интересами. Во почему основной претензией к "Новому всемирному саммиту" остается "излишняя демократизация террористов". Однако, тем не менее, год за годом художнику удается найти тех, кто согласен вложить средства в развитие и проведение саммита, часто под угрозой санкций со стороны официальных властей. 